# Hybauchenidium ferrumequinum
Hybauchenidium ferrumequinum là một loài nhện trong họ Linyphiidae.
Loài này thuộc chi Hybauchenidium. Hybauchenidium ferrumequinum được miêu tả năm 1861 bởi Grube.